# Жемайтский интердиалект

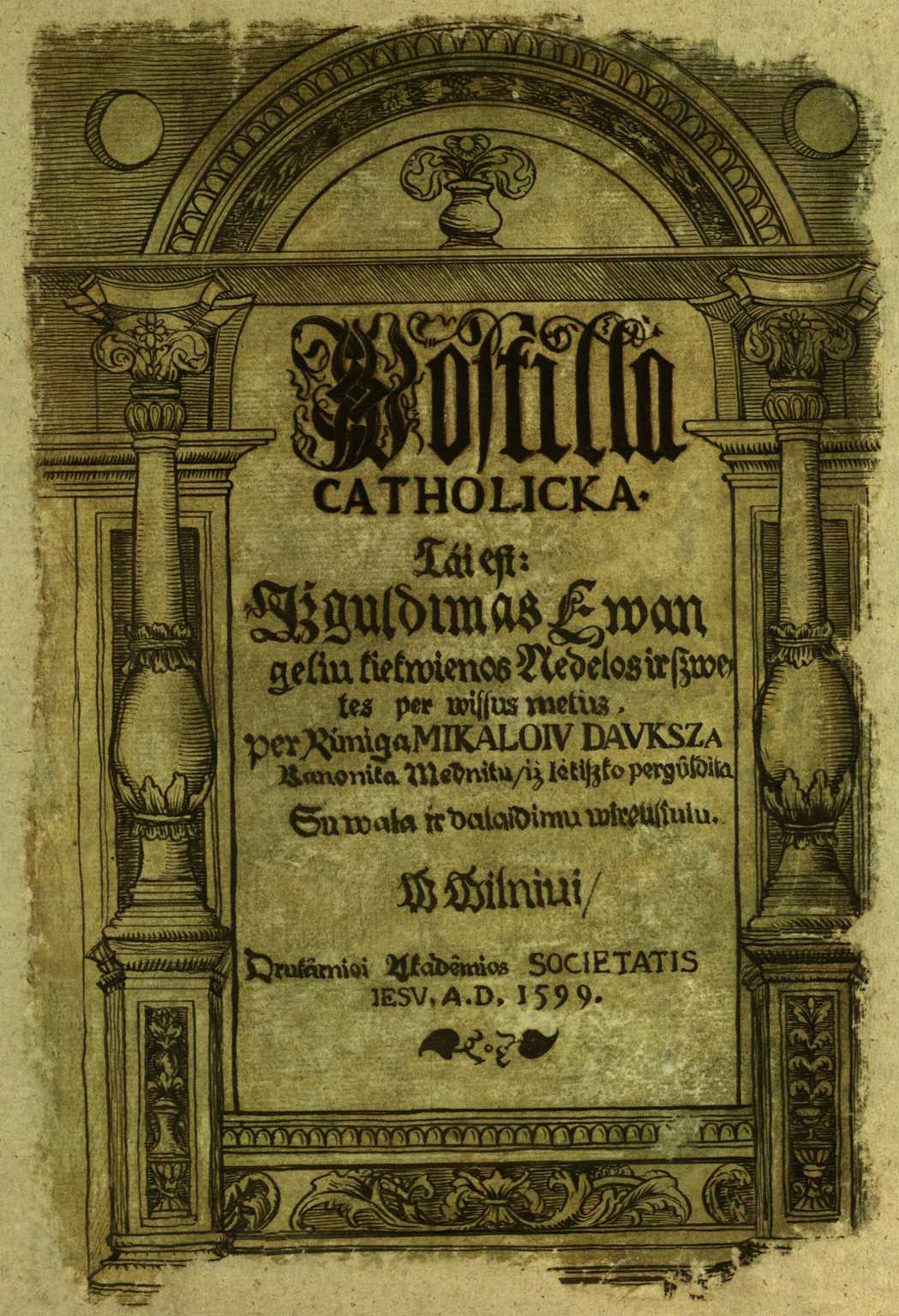
Постилла М. Даукши, написанная на старолитовском языке с жемайтской основой (1599)

Жема́йтский интердиале́кт (также жемайтский язык) — один из литовских интердиалектов, сформировавшийся в дописьменную эпоху на основе празападноаукштайтского диалекта в центральных и восточных районах Жемайтского княжества (на территории средней низменности современной Литвы, к западу от реки Нявежис).
Формирование жемайтского языка связывают с некоторой обособленностью Жемайтии от остальных литовских земель. Даже после включения в XV веке в состав Великого княжества Литовского Жемайтская земля сохраняла административно-политическую самостоятельность (в соответствии с чем название «Литва» могло употребляться в двух значениях: в узком — без Жемайтии, и в широком — вместе с Жемайтией). Одновременно с жемайтским в дописьменную эпоху в Великом княжестве Литовском формировалось разговорное койне Вильнюсского края, известное под названием «литовский язык». Начиная с XVI века у литовцев развивалось три варианта письменного языка, что было связано с отсутствием политического единства литовского языкового ареала и отсутствием официального статуса литовского языка.
Одному из них, так называемому среднему варианту старого письменного литовского языка, развивавшемуся с XVI—XVII веков в области с центром в Кедайняе на территории Великого княжества Литовского, дал начало жемайтский язык. На этой форме с западноаукштайтской основой писали М. Даукша и М. Петкявичюс. Двумя другими вариантами были западный, развивавшийся в Восточной Пруссии, и восточный, формировавшийся в Вильнюсском крае.
Жемайтский интердиалект характеризовался следующими языковыми особенностями:
- сохранение гласных ą, ę и тавтосиллабических an, am, en, em: rankà «рука»; kam̃pas «угол»; žąsìs «гусь»;
- узкое произношение рефлекса пралитовской гласной *ā как [o], в отличие от произношения данного рефлекса в аукштайтском интердиалекте;
- сохранение твёрдости согласной l перед гласными типа [ɛ]; смягчение остальных согласных происходило не так последовательно, как в аукштайтском интердиалекте: łẽdas «лёд» (позже łãdas).